# Charles F. West
Charles F. West (Mount Vernon (Ohio), 12 janvier 1895 - Bradenton, 27 décembre 1955) est un homme politique américain.